# تحصیلکرده
تحصیلکرده (به انگلیسی: Educated) نام کتاب نویسنده آمریکایی تارا وستوور است. نویسنده، سرگذشت خود را تا حدود سی سالگی توصیف می‌کند. تارا، دختری است که در آیداهوی آمریکا (۲۷ تا ۲۹ سپتامبر ۱۹۸۶) و در خانواده‌ای مورمون و به شدّت متعصّب به دنیا می‌آید. دوران کودکی تارا و خانواده‌اش شدیداً زیر سایه باورهای مذهبی پدر خانواده قرار دارد. آنها به جد و جهد خود را برای روزهای آخرالزمان آماده و مجهّز می‌کنند. روزهای تارا یا به کارکردن در «حیاط ضایعات و خودروهای اوراقی» به سر می‌رسد یا به پر کردن شیشه‌های میوه‌های کنسرو شده، سپری می‌شود.
سخت‌گیری پدر، و سوءظن او به حکومت، موسسات درمانی، آموزش دولتی و … سبب می‌شود که تارا به مدرسه نرود و تا هفده‌سالگی رنگ کلاس را نمی‌بیند، تا ۹ سالگی فاقد شناسنامه است و هیچگاه او را نزد پزشک یا درمانگاه نمی‌برند.
در خانه‌های آنها خبری از رادیو، تلویزیون و تلفن نیست.
کتاب تحصیل‌کرده، سرگذشت پر فراز و نشیب و جدال تارا برای تحصیل‌کردن و در عین حال حفظ خانواده است.
کتاب مزبور، اولین بار در فوریه ۲۰۱۸ به چاپ رسید و بلافاصله به کتابی پرفروش مبدّل گردید. در دسامبر ۲۰۱۸ ویراستاران آمازون «تحصیلکرده» را به عنوان کتاب برتر سال انتخاب کردند. وب‌سایت گودریدز در بخش زندگینامه، عنوان نخست را به تحصیلکرده اختصاص داد.
«تحصیلکرده» جز ۱۰ کتاب برتر نیویورک‌تایمز و نشریه تایم قرار گرفت.
باراک اوباما در توصیف این کتاب می‌نویسد:
«تحصیلکرده، سرگذشت فوق‌العادهٔ دختر جوانی است که در خانواده‌ای در آیداهو زاده و بالنده می‌گردد که برای بقا در آخرالزمان می‌کوشند. دختری که با چنگ و دندان برای تحصیل‌کردن مبارزه می‌کند و در همان حال نسبت به دنیایی که پشت‌سرش باقی گذاشته، درک و عطوفت عمیقی نشان می‌دهد.»
بیل گیتس پس از گفتگو با تارا وستوور نوشت:
«تا وقتی کتاب تارا وستور را نخوانده بودم فکر می‌کردم استاد خودآموزی هستم؛ ولی توانایی تارا در یکّه و تنها آموختن، مرا ضربه فنّی کرد. از این که تازگی در مورد کتابش با هم به گفتگو نشسته‌ایم هیجان زده‌ام.»
کتاب تحصیلکرده ۱۱۳
هفته متوالی است که در فهرست پرفروش‌ترین کتاب‌های آمازون و نیویورک‌تایمز قرار دارد و اکنون به بیش از ۴۰ زبان دنیا ترجمه می‌شود. گفتنی است که تا دسامبر ۲۰۲۱ حدود ۸ میلیون نسخه از این کتاب به فروش رسیده‌است به تازگی مجله تایم تارا وستوور را در فهرست ۱۰۰ چهره تأثیرگذار ۲۰۱۹ قرار داد.

## از سرآغاز کتاب
روی واگن قرمزی ایستاده‌ام که کنار انباری قرار دارد. باد شدّت می‌گیرد، موهایم بر سر و صورتم تازیانه می‌زند و سوز و سرما از یقهٔ باز پیرهنم به پایین می‌خزد. در این نزدیکی‌های کوهستان، تندباد چنان می‌وزد که گویی خود قلّه دارد نفس می‌کشد. ولی آن پایین‌ها، درّه آرام و ساکن است. در میان کوه و درّه، مزرعهٔ ما به رقص و طرب مشغول است: درختان تنومند کاج به آرامی به اهتزاز در می‌آیند، حال آنکه بوته‌های بِرنجاسف و کنگرهای وحشی با هر بادی تکان می‌خورند و سر تعظیم فرود می‌آورند. پشت سر من تپه‌ای با شیبی ملایم رو به بالا می‌رود و خودش را به کوهپایه کوک می‌زند، طوری که اگر به بالا نگاه کنم می‌توانم هیبت سیه‌فام شاهدخت سرخپوست را ببینم.
این تپّه با گندمزاری خودرو فرش شده است. بر خلاف کاج ها و بوته های برنجاسف که تک نوازی می‌کنند گندم‌زار به گروهی از رقصندگان باله می‌ماند: تندباد به سر طلایی گندم ها تلنگر می‌زند و ساقه‌های گندم چونان هزاران هزار بالرین، به ردیف سر فرود می‌آورند. این حالت لحظه‌ای بیش دوام نمی‌آورَد؛ به کوتاهیِ به تماشا نشستن باد... (از کتاب "دختر تحصیلکرده" انتشارات نیلوفر چاپ چهارم، ۱۳۹۹ ص۷)

## افتخارات و جوایز
- کتاب سال ۲۰۱۸ آمازون (به انتخاب ویراستاران)[۱۱]
- کتاب سال ۲۰۱۸ گودریدز در زمینه زندگینامه نویسی[۱۲]
- بهترین سرگذشت سال ۲۰۱۸،[۲۰][۲۱][۲۲]
- فینالیست جایزه جان لئونارد[۲۳]
- ۱۰ کتاب برتر نیویورک‌تایمز[۱۴]
- ۱۰ کتاب برتر «ووگ یو کی»[۲۴]
- نامزد نهایی جایزه پن (قلم) آمریکا[۲۵]
- نامزد کتاب سال انجمن کتاب فروشان آمریکا
- برندهٔ جایزهٔ Audie Award در قسمت زندگینامه
- کتاب برتر Hudson Group
- نامزد کتاب سال توسط نشریات واشینگتن پست، ان پی آر، گود مورنینگ آمریکا، تایم، فایننشال تایمز، نیویورک پست، اسکیم[۲۶]

## برگردان فارسی
- دختر تحصیلکرده، ترجمهٔ هوشمند دهقان. تهران: انتشارات نیلوفر، پاییز ۱۳۹۷
- تحصیلکرده، ترجمهٔ رعنا موقعی. تهران: ستاک، ۱۳۹۸
- تحصیلکرده، ترجمهٔ منیره ژیان. آزرمیدخت قزوین، ۱۳۹۸
- تارا دختر تحصیلکرده، ترجمهٔ سینا بحیرایی. تهران: معیار علم، ۱۳۹۸
- درس خوانده، ترجمهٔ شبنم نادری. تهران: علمی، ۱۳۹۸
- تحصیلکرده، ترجمهٔ جهانپور ملکی الموتی. تهران: آسو، ۱۳۹۸
- تحصیل‌کرده، ترجمهٔ علی ایثاری کسمایی. تهران: نشر آموت، ۱۳۹۹
- تحصیل‌کرده، ترجمهٔ ابوالفضل قلی‌زاده.تهران: فانوس دانش ترویج کتابخوانی،۱۴۰۰
- تحصیل‌کرده، ترجمهٔ فرح آمیلی. تهران:تالیف، ۱۴۰۰
- تحصیلکرده، ترجمهٔ مریم غلامی نصرآبادی.انتشارات مات، ۱۴۰۰